# Горун
Горун (болг. Горун) — село в Болгарии. Находится в Добричской области, входит в общину Шабла. Население составляет 99 человек.

## Политическая ситуация
Горун подчиняется непосредственно общине и не имеет своего кмета.
Кмет (мэр) общины Шабла — Красимир Любенов Крыстев (Граждане за европейское развитие Болгарии (ГЕРБ)) по результатам выборов.